# Hugh Percy Wilkins
Hugh Percy Wilkins (geboren am 4. Dezember 1896 in Carmarthen; gestorben am 23. Januar 1960 in Bexleyheath, London) war ein walisischer Ingenieur und Amateur-Astronom. Besonders bekannt wurde er durch seine großen, handgezeichneten Mondkarten.

## Leben
Wilkins wurde in Carmarthen geboren, wo er seine frühe Ausbildung erhielt. Anschließend lebte er in der Nähe von Llanelli, bevor er nach England zog. Während des Ersten Weltkriegs diente er im Royal Army Corps. Er war gelernter Maschinenbauingenieur und Beamter, seine Bekanntheit beruht jedoch auf seinen Leistungen als Amateurastronom, insbesondere als Selenograph.
Als Amateurastronom beobachtete Wilkins vor allem von seiner Heimat in Kent aus, zunächst mit 12½-Zoll-Reflektor; später mit einem 15½-Zoll-Reflektor. Er machte auch Beobachtungen mit den Teleskopen an professionellen Observatorien in Europa und den Vereinigten Staaten. Im Jahr 1918 wurde er in die British Astronomical Association gewählt und war von 1946 bis 1956 Direktor der dortigen Lunar Section.
Er erstellte eine handgezeichnete, 100 Zoll (2,54 m) große Karte des Mondes, bestehend aus 25 einzelnen Seiten, die zum Zeitpunkt ihrer Veröffentlichung die Karte mit den meisten jemals dokumentierten Details war. Sie enthielt für eine Reihe von Details und Merkmalen auch neue Namen, die Wilkins selbst festgelegt hatte. 1948 beantragte er bei der International Astronomical Union (IAU) die Annahme von 22 von ihm festgelegten, neuen Namen. Seine Vorschläge wurden abgelehnt mit der Begründung, dass diese Merkmale sehr klein waren, oder bereits Buchstabenbezeichnungen trugen. 
Die Karte wird im Royal Greenwich Observatory aufbewahrt; wurde aber zur Feier des 50-jährigen Jubiläums der Mondlandung von Apollo 11 gerahmt und 2019 in der Sonderausstellung zum Mond gezeigt.
Im Jahr 1951 veröffentlichte er eine Mondkarte mit einem Durchmesser von 300 Zoll (7,62 m), die von einigen als „der Höhepunkt der Kunst der Selenographie vor dem Weltraumzeitalter“ angesehen wurde. Seine Karten waren sehr detailreich, jedoch waren einige Details frei erfunden, was sie weniger nützlich machte. In den Jahren 1952 und 1955 stellte er zusätzliche Anfragen an die IAU, die jedoch auch abgelehnt wurden. Jedoch wurden Namen, die Wilkins auf seiner 1926 erstellten Karte vergeben hatte später, im Jahr 1935, doch Teil der Mondnomenklatur, nämlich die Krater Goodacre und Mee.
Wilkins besuchte viele Jahre lang Astronomie-Abendkurse im Crayford Manor House in Crayford, wo im Observatorium weiterhin eine Kopie seiner 300-Zoll-Karte verwendet wurde. Er veröffentlichte eine Reihe von Büchern zur Popularisierung der Astronomie, darunter zwei Werke in Zusammenarbeit mit Sir Patrick Moore. Das bemerkenswerteste war sein Werk Der Mond, das seine gezeichnete Mondkarte beinhaltete.
Wilkins starb am 23. Januar 1960, nachdem er erst am 31. Dezember 1959 in den Ruhestand getreten war. Er war verheiratet und hatte eine Tochter.
Der Mondkrater Wilkins mit einem Durchmesser von 60 km und einer Tiefe von 2770 m wurde im Jahr 1961 von der IAU nach Hugh Percy Wilkins benannt.

## Bibliographie
- H.P. Wilkins: 300-inch Moon map. 1951.
- H.P. Wilkins: The True Book About the Stars. Muller, London 1953.
- H.P. Wilkins: Our Moon. Muller, London 1954.
- H.P. Wilkins, Patrick Moore: The Moon; A Complete Description of the Surface of the Moon. Faber and Faber, London 1955.
- H.P. Wilkins: Mysteries of Space and Time. Muller, London 1955.
- H.P. Wilkins: Clouds, Rings and Crocodiles: By Spaceship Round the Planets. 1955.
- H.P. Wilkins, Patrick Moore: Making and using a telescope; the home assembly and applications of astronomical equipment. Eyre & Spottiswoode, London 1956.
- H.P. Wilkins: Guide to the Heavens. F. Muller, London 1956.
- H.P. Wilkins: Instructions to Young Astronomers. Museum Press, London 1957.
- H.P. Wilkins: The True Book About the Moon. F. Muller, London 1960.

Er schrieb außerdem mehrere Artikel für die Zeitschrift Popular Astronomy.